# 福島東雄
福島 東雄（ふくしま あずまお、享保19年（1734年）- 享和3年（1803年））は江戸時代中期、武蔵国足立郡大間村（現在の鴻巣市）の名主、郷土史家。 通称は幸八、幸作。

## 経歴
福島氏は岩付太田氏に仕えた道祖土氏の一族であり、江戸時代に足立郡大間村で帰農し代々名主を務めた。元禄11年（1698年）以降、大間村の一部が林家の旗本領となると、武蔵北部各郡に渡る林家の知行所の管理も行なった。東雄はこの職務の他に農事の改良や治水などに尽力し、寛政3年（1791年）には埼玉郡と足立郡の惣代として米相場および農村物価の不均衡の是正を勘定奉行に訴えた。
後に名主職を息子に譲り、寛政年間から武蔵国内を巡り地誌の編纂を始め、『武蔵志』（武蔵鑑とも呼ばれる）を独力で残した。この地誌には名所旧跡が記されているだけでなく、各村毎の特徴や民家の集散状況まで詳しく言及されており、林述斎、間宮士信らにより編纂された『新編武蔵風土記稿』の先鞭を付けたといわれる。武蔵志は東雄が享和3年（1803年）に亡くなったため、未完に終わっていたが、後に孫の福島貞雄が未完成分の3巻を加え武蔵志全14巻として再編した。この他、戦国期の忍城主・成田氏家臣の禄高をまとめた『成田家分限帳』の写本を書き残している。
東雄は俳諧も好み、俳人の横田柳几の下で学び「杉夕」と号し「農夫園句集」一冊を残した。墓所は勝願寺。